# Hot Stuff (倖田來未の曲)
「Hot Stuff」（ホット・スタッフ）は、倖田來未の楽曲で、KM-MARKITとのコラボレーション・ソングである。2005年4月13日に倖田の15枚目のシングルとして発売された。

## 解説
4thアルバム『secret』からのリカット・シングルで、「CD+DVD」のみの3万枚完全限定生産盤。同日に、『secret』の大ヒットを記念した限定盤『secret special edition』が発売された。
カップリングには、4thアルバム｢secret｣収録曲のリミックスを収録。
DVDには、タイトル曲のビデオクリップや、｢secret｣収録曲の別クリップや、ライブクリップを収録。

## 音楽性とイメージ
本曲について倖田は、「これ！ライヴでコール＆レスポンスがしたかったんですよ。“Cause I got a hot staff♪”って歌ってもらって、“信じるものは後に続け～ah ah♪”ってみんなでやりたかったんですよね。そういう楽曲が無くて、可愛い感じのものはあるんだけど、「いくぞー！女について来い！この世の中も女のものなんだ！」みたいなノリを伝えたかったんですよね。この歌詞に合ってて、この歌に、方向性に、振りに合っている曲っていう作り方だったので、トラックも本当にゴリゴリHIP HOPでやらせていただきました。」としている。

## 収録曲

### CD
1. Hot Stuff feat.KM-MARKIT [4:06]
作詞：Kumi Koda & KM-MARKIT
作曲・編曲：Daisuke'D.I'Imai
ヒップホップアーティスト・KM-MARKITとコラボレート。
2. Hot Stuff 〜確変無想転生remix feat. UZI & KM-MARKIT〜 [4:16]
UZIをフィーチャーしたリミックス。
3. Trust you (Dub's Trust me Remix) [6:27]
4. Selfish (D.I's C&B MIX) [3:56]

### DVD
1. Hot Stuff feat.KM-MARKIT (VIDEO CLIP)
『secret special edition』のDVD、ベストアルバム『BEST〜first things〜』のDVDにも収録されている。また『BEST 〜BOUNCE & LOVERS〜』のDVDにはダンスシーンを中心に再編集されたバージョンが収録されている。
2. Trust you Thanks To MAM&GRAMMA Ver. (VIDEO CLIP)
4thアルバム｢secret｣収録曲｢Trust you｣の着物シーンを中心に再編集したクリップ。
3. Selfish (LIVE CLIP)
発売当時はライブDVDはリリースされていなかったため、事実上、初DVD化となったライブ映像。
4. Hot Stuff feat.KM-MARKIT (MAKING)

## タイアップ
- テレビ東京系「流派-R」エンディングテーマ (#1)

## 収録アルバム
- Hot Stuff feat.KM-MARKIT
  - 『secret』
  - 『BEST 〜first things〜』
  - 『BEST 〜BOUNCE & LOVERS〜』(DANCE BEST DVD)
  - 『OUT WORKS & COLLABORATION BEST』
  - 『BEST 〜2000-2020〜』(ファンクラブ限定盤)
- Hot Stuff 〜確変無想転生remix feat．UZI&KM-MARKIT〜
  - 『secret』(special edition)

## 収録ライブ映像
☆は、KM-MARKITと共演。
- Hot Stuff feat.KM-MARKIT
  - 『secret 〜FIRST CLASS LIMITED LIVE〜』
  - 『LIVE TOUR 2005 〜first things〜 deluxe edition』
    - 『BEST 〜second session〜』(LIMITED EDITIONのみ付属)

  - 『KODA KUMI LIVE TOUR 2006-2007 〜second session〜』
  - 『KODA KUMI SPECIAL LIVE “Dirty Ballroom” 〜One Night Show〜』(TRICK、リミックスバージョン)
  - 『KODA KUMI LIVE TOUR 2013 〜JAPONESQUE〜』(BGMメドレー)
  - 『Koda Kumi 15th Anniversary First Class 2nd LIMITED LIVE at STUDIO COAST』(WALK OF MY LIFE、ファンクラブ限定盤)
  - 『Koda Kumi Fanclub Live Tour～Let's Party Vol.2～』(Bon Voyage)
  - 『Koda Kumi 15th Anniversary Live Tour 2015 〜WALK OF MY LIFE〜』(メドレー)
  - 『Koda Kumi 15th Anniversary Premium Live』(WINTER of LOVE、ファンクラブ限定盤) ☆
  - 『Koda Kumi Fanclub Tour 〜AND〜 at Zepp DiverCity』
    - 『KODA KUMI LIVE TOUR 2018 -DNA-』(ファンクラブ限定盤)